# Людгер (епископ Утрехта)
Людгер (нидерл. Liudger, Ludger) (умер 21 февраля 853 или 23 апреля 856, Утрехт) — епископ Утрехта (847/848—853/856).

## Биография
Людгер происходил из знатной фризской семьи, связанной родством с двумя епископами Утрехта, святым Фредериком и его братом Альбериком II. В 847 или в 848 году, вероятно, после смерти епископа Эгинхарда, Людгер возглавил Утрехтскую епархию. Единственный современный ему документ, в котором он упоминается как епископ — хартия от 12 августа 850 года, данная епархии его дядей Балдриком, в которой тот подарил епископству Утрехта несколько принадлежавших ему селений. Средневековые хроники описывали Людгера как достойного прелата, любимого своей паствой, отмечали его склонность к чтению богослужебных книг и твёрдому соблюдению церковной дисциплины. Незадолго до смерти этого епископа Утрехта его епархия была включена в митрополию Кёльна.
Точная дата смерти Людгера неизвестна. Церковное предание говорит, что он умер 23 апреля 856 года и был похоронен с церкви Синт-Сальватор в Утрехте. Его смерть в хрониках связывается с нападением викингов на Фризию, входившую в территорию Утрехтского епископства. Однако первый документ, в котором упоминается имя преемника Людгера на кафедре Утрехта, святого Хунгера, датирован 18 мая 854 года. На этом основании современные историки относят смерть епископа к более раннему времени. Вероятно, это произошло в 853 году. Согласно «Житию святого Хунгера», Людгер ещё до смерти определил имя своего преемника, назвав им одного из утрехтских священников, своего близкого родственника Крафта, обладавшего значительным личным состоянием. Однако после смерти епископа Крафт категорически отказался от занятия кафедры Утрехта, опасаясь, что его богатство привлечёт к Утрехтскому епископству внимание разбойничавших неподалёку викингов. В результате, по совету святого Одульфа новым главой епархии был избран монах Хунгер.